# پل بارون (بازیکن فوتبال)
پل بارون (انگلیسی: Paul Baron; ۲۳ مهٔ ۱۸۹۵ – ۲ نوامبر ۱۹۷۳) بازیکن فوتبال اهل فرانسه بود.
از باشگاه‌هایی که در آن بازی کرده‌است می‌توان به باشگاه فوتبال ستاره سرخ اشاره کرد.
وی همچنین در تیم ملی فوتبال فرانسه بازی کرده‌است.